# Puchar Islandii w piłce siatkowej mężczyzn (2024/2025)
Puchar Islandii w piłce siatkowej mężczyzn 2025 (oficjalna nazwa ze względów sponsorskich: isl. Kjörísbikar karla 2025) – 51. edycja rozgrywek o siatkarski Puchar Islandii zorganizowana przez Islandzki Związek Piłki Siatkowej (isl. Blaksamband Íslands, BLÍ). Rozpoczęła się 11 stycznia.
W Pucharze Islandii 2025 uczestniczyło 10 zespołów. Rozgrywki składały się z I rundy, ćwierćfinałów oraz turnieju finałowego, w ramach którego rozegrano półfinały i finał. We wszystkich rundach rywalizacja toczyła się w systemie pucharowym, a o awansie decydował jeden mecz.
Turniej finałowy odbył się w dniach 6-8 marca w hali sportowej Digranes (isl. íþróttahúsið Digranes) w Kópavogurze. Po raz dziesiąty Puchar Islandii zdobył klub KA, który w finale pokonał Þróttur Reykjavík. Najlepszym zawodnikiem (MVP) finału został wybrany Zdrawko Kamenow.
Tytularnym sponsorem rozgrywek było przedsiębiorstwo Kjörís.

## System rozgrywek
Rozgrywki o Puchar Islandii 2025 składały się z I rundy, ćwierćfinałów oraz turnieju finałowego, w ramach którego odbyły się półfinały i finał. We wszystkich rundach obowiązywał system pucharowy, a o awansie decydowało jedno spotkanie.
Przed każdą rundą przeprowadzano losowanie, które wyłaniało pary meczowe. Losowanie I rundy odbyło się 27 listopada, ćwierćfinałów – 17 stycznia, a półfinałów – 19 lutego. W losowaniu I rundy do drużyn z niższych lig dolosowano zespoły grające w Unbrokendeild. Drużyny niewylosowane otrzymały wolny los i rozpoczęły udział w rozgrywkach od ćwierćfinałów.
Gospodarzem meczu w parze był zespół z niższej ligi, a w przypadku drużyn grających na tym samym poziomie rozgrywkowym – zespół wylosowany jako pierwszy.

## Drużyny uczestniczące
Prawo udziału w Pucharze Islandii 2025 przysługiwało wszystkim klubom zrzeszonym w BLÍ. Każdy klub mógł zgłosić więcej niż jedną drużynę, jednak dany zawodnik mógł wystąpić wyłącznie w jednym zespole.
Do rozgrywek zgłosiło się 10 drużyn: 8 z Unbrokendeild oraz po jednej z 2. ligi (isl. 2. deild) i 3. ligi (isl. 3. deild).
| Unbrokendeild (8 drużyn) | Unbrokendeild (8 drużyn) |
| ------------------------ | ------------------------ |
| Afturelding              | półfinał                 |
| Hamar                    | ćwierćfinał              |
| HK                       | półfinał                 |
| KA                       | zwycięstwo               |
| Þróttur Fjarðabyggð      | ćwierćfinał              |
| Þróttur Reykjavík        | finał                    |
| Vestri                   | ćwierćfinał              |
| Völsungur/Efling         | ćwierćfinał              |

| 2. deild (1 drużyna)    | 2. deild (1 drużyna) |
| ----------------------- | -------------------- |
| Blakfélag Hafnarfjarðar | I runda              |
| 3. deild (1 drużyna)    |                      |
| KA Splæsir              | I runda              |

## Rozgrywki
Godziny podane są według strefy czasowej UTC±0.

### I runda
| 11 stycznia 2025 15:00 Źródło: | Blakfélag Hafnarfjarðar | 0:3 (16:25, 20:25, 19:25) | KA | Íþróttahúsið Fagrilundur, Kópavogur Widzów: 35 Sędzia: Ismar Hadziredžepović i Haraldur Örn Björnsson |

| 17 stycznia 2025 20:00 Źródło: | KA Splæsir | 0:3 (13:25, 14:25, 12:25) | Afturelding | Íþróttamiðstöðin að Varmá, Mosfellsbær Widzów: 72 Sędzia: Haraldur Örn Björnsson i Jón Ólafur Valdimarsson |

### Ćwierćfinały
| 4 lutego 2025 20:00 Źródło: | HK | 3:0 (25:22, 25:17, 25:14) | Völsungur/Efling | Íþróttahúsið Digranes, Kópavogur Widzów: 80 Sędzia: Jón Ólafur Valdimarsson i Zdravko Demirev |

| 6 lutego 2025 20:00 Źródło: | Afturelding | 3:1 (25:21, 25:19, 17:25, 25:20) | Hamar | Íþróttamiðstöðin að Varmá, Mosfellsbær Widzów: 100 Sędzia: Ólafur Jóhann Júlíusson i Árni Jón Eggertsson |

| 8 lutego 2025 14:00 Źródło: | Þróttur Reykjavík | 3:0 (25:21, 25:22, 25:22) | Vestri | Laugardalshöll, Reykjavík Sędzia: Kristján Geir Guðmundsson i Árni Jón Eggertsson |

| 12 lutego 2025 18:30 Źródło: | KA | 3:0 (25:13, 29:27, 25:18) | Þróttur Fjarðabyggð | KA heimilið, Akureyri Sędzia: Marinó Þorsteinsson i Þorvaldur Þorsteinsson |

### Turniej finałowy

#### Półfinały
| 6 marca 2025 17:00 Źródło: | Þróttur Reykjavík | 3:2 (22:25, 25:23, 25:23, 23:25, 15:9) | HK | Íþróttahúsið Digranes, Kópavogur Widzów: 250 Sędzia: Árni Jón Eggertsson i Ismar Hadziredžepović |

| 6 marca 2025 19:30 Źródło: | Afturelding | 2:3 (25:16, 18:25, 18:25, 25:18, 10:15) | KA | Íþróttahúsið Digranes, Kópavogur Widzów: 171 Sędzia: Kristján Geir Guðmundsson i Sævar Már Guðmundsson |

#### Finał
| 8 marca 2025 13:00 Źródło: | Þróttur Reykjavík | 0:3 (21:25, 16:25, 23:25) | KA | Íþróttahúsið Digranes, Kópavogur Widzów: 325 Sędzia: Ólafur Jóhann Júlíusson i Kristján Geir Guðmundsson |